# 老城区
老城区（ろうじょう-く）は中華人民共和国河南省洛陽市に位置する市轄区。

## 行政区画
- 街道:西関街道、西南隅街道、西北隅街道、東南隅街道、東北隅街道、南関街道、洛浦街道、邙山街道、道北路街道

## 交通

### 鉄道
- 洛陽軌道交通
  - 1号線

### 道路
- 国道
  - G310国道（中国語版）